# 中国科学院长春分院
中国科学院长春分院是中国科学院的派出机构，负责联络和协调中国科学院在吉林省和黑龙江省的科研单位。现任院长为甘建国。